# Sperlings Zeitschriften-Adressbuch

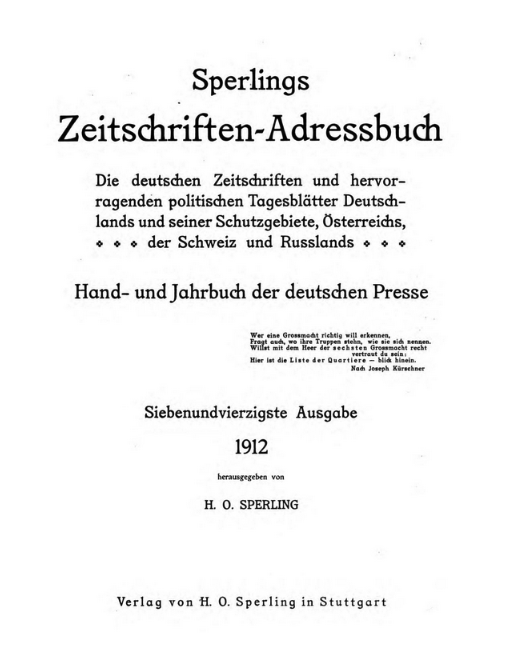
Innentitel von Sperlings Zeitschriften-Adressbuch, Ausgabe 1912

Sperlings Zeitschriften-Adressbuch war ein unregelmäßig veröffentlichtes Nachschlagewerk für deutschsprachige Zeitschriften und Zeitungen von 1902 bis 1947. Der erste Vorläufer  erschien ab 1851. 

## Geschichte

### Entwicklung
Seit 1851 erschien eine Inseraten-Versendungs-Liste. Verzeichniß der deutschen Zeitschriften, welche Inserate aufnehmen durch Carl Albin Haendel (C. A. Haendel) in Leipzig. Seit 1888 war der Name Adressbuch der deutschen Zeitschriften und der hervorragenden politischen Tagesblätter Deutschlands, Österreichs und der Schweiz. Hand- und Jahrbuch der deutschen Presse. 1895 übernahm es Heinrich Otto Sperling in seinem Verlag H. O. Sperling in Stuttgart. Seit 1902 erschien es als Sperlings Zeitschriften-Adressbuch. Handbuch der deutschen Presse, herausgegeben vom Börsenverein der deutschen Buchhändler mit Band 41. Seit 1926 wurde es als Sperlings Zeitschriften- und Zeitungs-Adressbuch fortgeführt. 1939 erschien mit Band 61 die letzte fortlaufende Ausgabe. 1947 wurde Band 62 mit diesem Titel herausgegeben und damit das Erscheinen eingestellt.

### Bandzählung
- 1.1851–28.1887 Inseraten-Versendungs-Liste
- 29.1888–40.1901 Adressbuch der deutschen Zeitschriften (...)
- 41.1902–51.1935 Sperlings Zeitschriften-Adressbuch
- 52.1926–61.1939, 62.1947 Sperlings Zeitschriften- und Zeitungs-Adressbuch

## Inhalt
In jeder Ausgabe wurden fast alle deutschsprachigen Zeitschriften und Zeitungen in Deutschland, Österreich und der Schweiz aufgeführt. Sie waren nach Sachgruppen sortiert, z. B. Eisenbahnwesen, Frauenblätter, sportliche und religiöse Periodika. Zu jeder Zeitschrift wurden der vollständige Titel, die Herausgeber bzw. Chefredakteure, die Adresse des Verlages, der Preis eines Heftes und weitere Angaben für Inserenten gemacht. Ein alphabetischer Index am Ende des Bandes ermöglichte ein leichtes Auffinden der jeweiligen Publikation. Die Adressbücher wandten sich vor allem an Inserenten.
1891 wurden 3441 Titel erfasst, 1912 bereist 6178.
Sperlings Zeitschriften-Adressbuch ist heute ein wichtiges Nachschlagewerk, wenn bibliographische Angaben zu einer Zeitschrift  gesucht werden oder als Verzeichnis von Zeitschriften zu einem Themengebiet in einem Jahr. Sie gehen in einigen Angaben über die der Zeitschriftendatenbank hinaus. 2023 waren nur wenige Ausgaben digital im Volltext zugänglich.